# Rosana
Rosana este un oraș în São Paulo (SP), Brazilia.